# Чутка
Чу́тка — річка в Україні, в межах Знам'янського району Кіровоградської області та Чигиринського району Черкаської області. Права притока Тясмину (басейн Чорного моря).

## Опис
Довжина 22 км. Річка у верхів'ях влітку пересихає. Створено декілька ставків — у селі Юхимове, перед межею з Черкаською областю, в селах Кудашеве і Тарасо-Григорівка; є також водойми на правих невеликих притоках на території Стецівської сільради. 

## Розташування
Чутка бере початок на південній околиці села Юхимове. Тече спочатку на північ, при входженні в межі Чигиринського району Черкаської області повертає на північний схід і тече в цьому напрямку до самого гирла. Біля села Тарасо-Григорівка невелика ділянка завдовжки 1,5 км є межею між двома областями. Впадає до Тясмину на північ від села Стецівка, неподалік Чигирина. 
Чутка є останньою притокою Тясмину, за 3,5 км від його гирла.

## Населені пункти над Чуткою
- Знам'янський район — Юхимове;
- Чигиринський район — Кудашеве, Тарасо-Григорівка, Стецівка.